# Zaho
Zahera Darabid (sinh ngày 10 tháng 5 năm 1980), nghệ danh Zaho là một ca sĩ R&B người Algérie-Canada..

## Tiểu sử
Zahera Darabid sinh ngày 10 tháng 5 năm 1980 tại Bab Ezzouar, một vùng ngoại ô của thủ đô Algiers Algérie. Ở tuổi 18, cô và gia đình chuyển tới Montréal, Canada. Cha cô là một giám đốc điều hành, và mẹ cô là giáo sư toán học tại Viện quốc gia tin học của Pháp. Cô có một anh trai và em gái.

## Sự nghiệp
Zaho học guitar khi cô lên bảy tuổi, và rất nhanh chóng  trong vòng 10 năm cô đã học được những tiết mục của Francis Cabrel. Năm 1999, khi cô di cư đến Montreal, cô khám phá ra thế giới âm nhạc chuyên nghiệp với các nhà sản xuất và các hãng phim. Cô đã bắt gặp những cái tên đáng chú ý trong ngành công nghiệp Pháp như Idir, Tunisiano và Soprano. 
Năm 2008, cô phát hành album đầu tay mang tên Dima, có nghĩa là Always trong tiếng Ả Rập.
Zaho cũng có một nền tảng viết lách, viết bài hát "Tout ce temps" cho Idir. 
Năm 2008, Zaho đại diện cho Pháp trong MTV EMA 2008 và giành được giải Nghệ sĩ Châu Âu xuất sắc nhất. Cô nổi tiếng ở Pháp và Pháp Canada, và rất nhiều nơi khác.

## Danh sách bài hát thu âm

### Album
| Năm  | Album               | Vị trí xếp hạng cao nhất | Vị trí xếp hạng cao nhất | Vị trí xếp hạng cao nhất | Certifications |
| Năm  | Album               | BEL (Wa)                 | FRA                      | SWI                      | Certifications |
| ---- | ------------------- | ------------------------ | ------------------------ | ------------------------ | -------------- |
| 2008 | Dima                | 36                       | 11                       | —                        |                |
| 2012 | Contagieuse         | 65                       | 47                       | 92                       | FR: Gold       |
| 2017 | Le monde à l'envers | 24                       | 27                       | 67                       |                |

### Mixtapes
- Zaho: La Mixtape (2007)

### Đĩa đơn
| Năm  | Bài hát                                | Vị trí            | Vị trí             | Vị trí | Vị trí | Album               |
| Năm  | Bài hát                                | BEL (Wa) Ultratop | BEL (Wa) Ultratip* | FRA    | SWI    | Album               |
| ---- | -------------------------------------- | ----------------- | ------------------ | ------ | ------ | ------------------- |
| 2006 | "Hey Papi" (featuring Soprano)         | —                 | —                  | —      | —      | Dima                |
| 2008 | "C'est chelou"                         | 14                | —                  | 2      | —      | Dima                |
| 2008 | "La roue tourne" (featuring Tunisiano) | —                 | 4                  | 15     | —      | Dima                |
| 2008 | "Kif'n´Dir"                            | —                 | —                  | 33     | —      | Dima                |
| 2008 | "Je te promets"                        | —                 | 18                 | 74     | —      | Dima                |
| 2012 | "Boloss"                               | —                 | 5                  | 63     | —      | Contagieuse         |
| 2013 | "Tourner la page"                      | —                 | 9                  | 19     | 62     | Contagieuse         |
| 2016 | "Laissez-les kouma" (với MHD)          | 36                | —                  | 33     | —      | Le monde à l'envers |
| 2016 | "Tant de choses"                       | —                 | —                  | 109    | —      | Le monde à l'envers |
| 2017 | "Comme tous les soirs"                 | —                 | —                  | 122    | —      | Le monde à l'envers |

*Did not appear in the official Belgian Ultratop 50 charts, but rather in the bubbling under Ultratip charts.
Khác
| Năm  | Bài hát                                         | Vị trí | Album                    |
| Năm  | Bài hát                                         | FRA    | Album                    |
| ---- | ----------------------------------------------- | ------ | ------------------------ |
| 2013 | "Tout est pareil"                               | 148    |                          |
| 2013 | "Encore un matin"                               | 158    |                          |
| 2014 | "Mon combat (Tir nam beo)" (with Florent Mothe) | 187    | La légende du Roi Arthur |
| 2016 | "Sauver l'amour"                                | 137    |                          |

nổi bật
| Năm  | Single                                     | Vị trí            | Vị trí             | Vị trí | Album                             |
| Năm  | Single                                     | BEL (Wa) Ultratop | BEL (Wa) Ultratip* | FRA    | Album                             |
| ---- | ------------------------------------------ | ----------------- | ------------------ | ------ | --------------------------------- |
| 2007 | "Lune de miel" (Don Choa feat. Zaho)       | —                 | —                  | 21     |                                   |
| 2010 | "Hold My Hand" (Sean Paul feat. Zaho)      | —                 | —                  | 59     |                                   |
| 2010 | "Heartless" (Justin Nozuka feat. Zaho)     | —                 | —                  | —      |                                   |
| 2013 | "Ma meilleure" (La Fouine feat. Zaho)      | —                 | 13                 | 23     | La Fouine album Drôle de parcours |
| 2013 | "Shooting Star" (Tara McDonald feat. Zaho) | —                 | 16                 | 150    |                                   |